# Чуканов, Алексей Николаевич
Алексей Николаевич Чуканов — белорусский учёный, педагог. Ректор учреждения образования «Витебский государственный ордена Дружбы народов медицинский университет»

## Биография
В 1998 году окончил Минский государственный медицинский институт по специальности «Лечебное дело».
В 2011 году защитил кандидатскую диссертацию на тему «Эхокардиография плода на этапе ультразвукового скрининга беременных».
В сентябре 2020 года назначен ректором государственного учреждения образования «Белорусская медицинская академия последипломного образования».
В январе 2023 года назначен ректором учреждения образования «Витебский государственный медицинский университет».
Член Экспертного совета по здравоохранению Межпарламентской ассамблеи Исполнительного комитета стран СНГ.

## Научная деятельность
Сфера научных интересов — разработка новых технологических решений по ультразвуковой диагностике патологических изменений при различных патологиях человека, в том числе врождённых пороках развития у плода.
Является автором 5 патентов на изобретения, 12 инструкций на методы диагностики, 23 рационализаторских предложений.
Один из основоположников школы пренатальной диагностики в Республики Беларусь, стоявший у истоков формирования системы специализированных диагностических центров.
Один из организаторов системы здравоохранения Республики Беларусь, при непосредственном участии которого в 2006 году была создана первая в стране кафедра ультразвуковой диагностики, а также усовершенствована модель оказания диагностической помощи населению.

## Награды
- Почетная Грамота Совета Республики
- Знак «Отличник здравоохранения Республики Беларусь» (2012)
- Почётная Грамота комитета по здравоохранению Мингорисполкома (2011, 2015)
- Почетные Грамоты Министерства здравоохранения Республики Беларусь[1],
- Почетная Грамота Министерства здравоохранения Республики Узбекистан
- Почетная Грамота Министерства образования Республики Беларусь
- Медаль ордена святителя Кирилла Туровского (2021)